# Joana Afonso
Joana Afonso (1989) es una diseñadora e ilustradora portuguesa, reconocida por sus cómics. Su trabajo ha sido distinguido con múltiples premios, incluido el Mejor Álbum Portugués, que otorga Amadora BD, por su álbum "O Baile".

## Trayectoria
Joana Afonso se licenció en Pintura, continuando sus estudios con un máster en Diseño, ambos en la Academia de Bellas Artes de Lisboa (Facultad de Bellas Artes de la Universidad de Lisboa - FBAUL). Defendió su tesina "Metodologías en los cómics: hacer un álbum BD", en 2015. En 2019 obtuvo un doctorado por su tesis "La multiplicidad narrativa en los cómics: la influencia de los nuevos medios". Desde 2013 ha estado enseñando como profesora asistente invitada en FBAUL. 
Comenzó a dibujar cuando era niña, influenciada por dibujos animados como Dragon Ball. Además de los dibujos animados, la artista cita las historietas franco-belgas y el trabajo de Cyril Pedrosa como sus principales inspiraciones.
Su primer gran proyecto fue el álbum "O Baile". Editado por Kingpin Books en octubre de 2012, el libro tiene guion de Nuno Duarte y se agotó la primera edición impresa. En 2014 editó su primer álbum en solitario "Let me in", de Polvo. Ese año fue destacada como artista invitada en Amadora BD, firmando el póster del festival y garantizándose una exposición individual.
Forma parte del colectivo The Lisbon Studio.

## Reconocimientos y premios
- "O Baile" fue reconocido como el Mejor Álbum en Amadora BD en 2013. El trabajo también ganó en seis categorías en la primera edición de Prémios Profissionais de Banda Desenhada.[2] Afonso como autora también fue distinguida como autora de su trabajo en el libro, ganando los premios de Diseñadora del Año y Colorista del Año.[3]
- Por la serie "Living Will" (con guion de André Oliveira), recibió el premio "Outras Publicações" en los Prémios Profissionais de Banda Desenhada y el Trofeo de "Melhor Arte" de Central Comics en 2014.[8][9] También obtuvo el Trofeo de Melhor Publicação Independente en 2015.[10]
- Afonso fue nominada dos veces para el Prémio Adamastor de Ficção Fantástica em Banda Desenhada, en 2014 con "O Baile" y en 2019 con "Zahna".[11]

## Trabajo
El trabajo de Afonso se difunde a través de libros (en su propio nombre y en colaboración), de antologías, fanzines e ilustraciones para múltiples proyectos. Su trabajo ha sido exhibido en Varsovia, Treviso y Bruselas.

### Publicaciones
- "O Baile" (guion de Nuno Duarte, Kingpin Books, 2012)
- "Living Will", números I-VII (guion de Andŕe Oliveira, serie, Ave Rara, 2014-2019)
- "Déjame entrar" (Polvo, 2014)
- "Zahna" (Polvo, 2019)